# 批踢踢
批踢踢實業坊，簡稱批踢踢、，是一個臺灣電子佈告欄（BBS），採用Telnet BBS技術運作，建立在台灣學術網路的資源之上，以學術性質為原始目的，提供線上言論空間。目前由國立臺灣大學電子佈告欄系統研究社管理，大部份的系統源代碼由國立臺灣大學資訊工程學系的在校及畢業學生進行維護，並且邀請法律專業人士擔任法律顧問。它有兩個分站，分別為批踢踢兔與批踢踢參。

## 歷史沿革
1995年9月14日，當時就讀國立臺灣大學資工系二年級的杜奕瑾，在宿舍以一台486個人電腦，利用Linux及開放原始碼軟體，架設了BBS站PTT，擔任創站首任站長。台大批踢踢的英語簡稱「PTT」的來源，是來自杜奕瑾開站時的個人ID。ID典故是他因為常熬夜而有熊貓眼，所以綽號是Panda Tu（Tu為其姓「杜」的威妥瑪拼音），縮寫為PT；但他覺得PT太短，有兩個T唸起來比較好聽好記，所以把ID取為Ptt。
批踢踢於1999年與臺大椰林風情、不良牛牧場、小魚的紫色花園、未來最舊小棧、風月星、陽光沙灘等站一起成立「國立臺灣大學電子佈告欄系統研究社」，邀請當時資策會執行長國立臺灣大學資訊系教授林逢慶為指導教授，並與臺大宿舍網路研究社合作，推展BBS服務更新並改進。杜奕瑾為該社創社社長，並同時擔任椰林風情站長。於1999年舉辦臺大Ptt之夜、2000年舉辦臺大BBS之夜等公開發表活動。
2000年，批踢踢兔（PTT2）成立，以提供個人板以及團體等私人性質為主的看板服務。
批踢踢在使用者人數漸增的情況下，逐漸成為台灣最大的網路討論空間。眾多不同種類的話題都能在批踢踢上激盪出討論的熱潮，甚至影響到真實的生活層面，於是批踢踢成為台灣新聞記者矚目與取材的焦點。除此，也曾因制度或言論等引起風波與爭議。
2003年，臺大資訊系認為批踢踢是由學生自行組成的組織，不屬於學校官方，而且管理人員與會員並非全部都是臺大師生，為避免造成學校困擾，臺大校方開會決議把「ptt.csie」除名。同時，批踢踢也配合除去站上所有與臺大相關名稱的域名，網站官方名稱也避免「臺大」或「NTU」等字詞。
| 名稱                | 說明 |
| ------------------- | --- |
| ptt.m8.ntu.edu.tw   | 網站主機位在杜奕瑾的寢室期間，當時他向所屬的國立臺灣大學第八男生宿舍網路管理員黃黎明申請的域名。 |
| bbs.m8.ntu.edu.tw   | 1997年，杜奕瑾在國立臺灣大學資訊工程學系就讀期間，由他的同系學弟湯茗富擔任第八男生宿舍網路管理員。為了方便維護批踢踢的軟體與硬體資源，網站主機移到網路管理員的寢室。由於當時宿舍內BBS不多而另外申請此域名。 |
| ptt.csie.ntu.edu.tw | 杜奕瑾進入國立臺灣大學資訊工程學系的系統實驗室，當時他的指導教授是歐陽彥正，當時是由資訊工程學系的網路管理員協助申請的域名。                                                                                |
| pttbbs.org          | 域名申請者是高卉芸，她向杜奕瑾索取並且支付域名的使用費用。 |
| ptt.twbbs.org       | 杜奕瑾與台灣BBS聯盟合作一同申請成為电子邮件轉信的主要網址。 |

2004年4月，批踢踢參於美國華府創立，主要提供海外學生專用，早期有使用MediaWiki，現已停止該功能。除了主要的BBS服務，批踢踢早期也設計Blog、Wiki的服務，供註冊用戶申請。其中PTTwiki服務於2004年2月5日啟用，PTTwiki採用Tavi系統，近年來皆已停止該額外服務。
直到2006年年初，是臺灣最主要提供個人wiki服務的網站。不同於其他成功的社群網站，批踢踢秉持自由與非商業化承諾。
2022年4月15日起，批踢踢關閉無加密的telnet連線。

## 管理營運
雖然批踢踢的創始人以及臺大各BBS站於1999年成立社團，但是並非臺灣大學的官方站台，社團也不代表PTT，僅宣揚 BBS 理念，協助系統管理，設備硬體長久以來都是私自募得，因此在經營方式上也能較為自由。但由於所使用的臺大網路屬於臺灣學術網路，因此看板內容仍需遵守臺灣學術網路使用規定。

## 功能

### 看板
使用者註冊帳號後，可選擇前往感興趣之看板閱讀文章、發表文章等。某些較熱門之看板設有發文推文門檻，以避免大量創辦帳號發文造成系統當機之行為。大部分看板會有板主管理，負責刪除不適當之文章，及避免看板品質降低等。
未通過註冊或被退回註冊認證資格的使用者，僅能在站務板（SYSOP）、帳號部問題處理中心（ID_Problem）及其他指定之站務看板內發文。

### 小天使
小天使為一群自願的資深使用者，經由小天使群內的新血組對有意願報名的使用者評估測試，並交由大天使任命之，負責回答站上使用者關於ptt的使用問題，任期為半年一任。對使用者來說，小天使處於匿名狀態，呼叫時只會顯示「小天使」及其暱稱而不會看到ID，而小天使則是能看到使用者的ID。相較於生冷的使用說明文件，小天使這種形式的「線上真人說明」能帶領新使用者更快進入Ptt的世界。這項功能最早在2004年5月17日發表開始測試公告。於2004年5月24日開始運作。每月的29日為「天使節」，使用者可在這一天對小天使表示感謝。原則上小天使禁止透漏自己的身份等資料，也不得向小主人詢問對方的資料（只會顯示小主人ID），但過去曾因為小天使可以選擇小主人性別，例如男性小天使只接受女性小主人，或是女性小天使只接受男性小主人，而備受爭議，更有甚者有騷擾對方的情況，在小天使界的努力改革下，讓系統改版廢除選擇小主人性別的功能，畢竟服務對象是新手，不需要有性別之分。

### 動畫
使用文字進行圖形創作的ASCII藝術在BBS界由來已久，後來演變出了「按著空白鍵不放」的動畫效果，在 PTT 還有專屬的 BBSMovie 看板，另外也有些BBS（如Maple3-itoc）提供了自動翻頁的機制方便此類動畫的播放。PTT於2005年夏將文章瀏覽系統換成新的「piaip's more」系統，創新提供了具時間軸概念且可不固定每頁畫面行數的動畫控制碼。2007年冬的「pmore 2007」更進一步提供了即時互動指令，還有簡單的程式能力可製作小遊戲等。

### 推文
以有限的字數（約45個英文字母的限制），在原始文章下方留言。好處是可以快速簡易與發表人互動，但一旦推文數過多，便難以閱讀。針對後者，目前站方尚未有好的解決方式。推文功能在大部分看板是開放的，縱使文章發表人不喜歡推文，也無法禁止其他使用者於自身文章下推文。
- 推文管理：
  - 推文水桶：板主及看板位置的小組長/群組長/看板總管/站長可於文章內，按Ctrl+E→V→該推文前按大寫U，進行推文者水桶懲罰。(2014.08.17新增)
  - 推文刪除：板主及看板位置的小組長/群組長/看板總管/站長可於文章內，按Ctrl+E→V→該推文前按小寫d，進行違規推文刪除。(2014.06.29新增)

### 審查制度
2006年，前法務站長lawcloud為了監督看板文章的違法行為，他向系統站長scwg提出全年無休的文章審查警察系統，並由視聽劇場群組長lpyd及活動部棋國組長HWBA協助規劃章程架構，由法務部成員撰寫條文。PTT工作人員在看板遇到重大狀況時執行檢舉與緊急處置，必要時給予罰單、停權、刪除帳號等緊急處置。
2006年7月：批踢踢法務部之站務警察組織成立，包含看板警察（重大看板違規行為）、警察法務（使用者違規及申訴處理、金融警察（不當賺取Ｐ幣處理）
2006年9月：發佈《站務警察職權行使規範》及《站務警察內部獎懲辦法》
2010年10月：前法務站長Saxon濫用站長職權擅自變更刪除使用者帳號，遭到解除站長職務，看板警察相關看板及功能遭到凍結。
2012年2月：看板警察業務移轉，交由批踢踢板務部管轄，批踢踢板務部是看板警察的主管單位，板務站長為一級主管

### 禁止自刪
此功能亦為PTT獨創。由於推文功能的使用方式逐漸演進，已脫離原本設計初衷，多數使用者也喜歡用推文卻不愛發文。然而一旦原始文章遭到刪除，推文也會跟著消失。使用者為了維護自身「推文權利」，不希望自己推文被文章發表人更改。站方遂推出使用者禁止刪除自己發表文章的功能，此功能交由各板板主設定。然而使用者依然可以透過「編輯文章」來達到清空內文的目的。

## 系統
批踢踢與批踢踢兔作業系統則是Debian GNU/Linux，批踢踢參目前則架設在Microsoft Azure提供的雲端服務上。

### 程式
批踢踢原始碼最早是從台大陽光沙灘電子佈告欄的Maple BBS 2.36 SOB版分支發展出來。隨著眾多程式站長協助開發，目前已經和原始版本有著許多差異。如在記憶體用量，磁碟I/O上最佳化，大部分用C語言寫成，在有限的記憶體環境中讓更多使用者使用。另有由 piaip 改良後的文章瀏覽程式（piaip's more, pmore），可支援左右移動，動畫播放等功能。
批踢踢主要程式碼授權條款為GPL v2.0，但部份程式碼使用多重授權或BSD許可證，或是各種自訂授權條款。與GPL不相容的程式碼全部是非必要的選用模組（要使用者自行設定才能使用），並有GPL相容的實作版本。（例：piaip's more 即為非GPL的BSD許可證。不啟用 pmore 時系統仍有一份 minimore 可提供最低限度的功能）
- Open Ptt：有許多BBS站台直接使用Open Ptt來進行架設。它的特點是容易安裝。在當時可以不用修改多少設定，就能夠按說明文件上的說明將整個系統架起來，而文件也十分的豐富而完整（參見 ptt2.cc 的 PttSrc 板，或該程式碼中的 docs/ 目錄），問題也比較少。但近年來已不再發展此版本了。
- Current Ptt：可在 Ptt 的 PttCurrent 板找到相關資料，或是在 github 上 pttbbs wiki （页面存档备份，存于） 也可找到安裝設定教學。此支程式是目前PTT以及PTT2兩台機器實際在運作的版本。Current Ptt主要以服務批踢踢以及批踢踢兔為目的，提昇了許多程式上的作法。目前主要支援 Linux 平台。

### 人氣紀錄
- 2008年，棒球板因為八搶三資格賽台灣對加拿大賽事戰況激烈，大量鄉民湧入看板導致看板人氣超過當時上限32767而溢位變成負。
- 2013年3月8日晚上9點24分，第三屆經典賽台日大戰，八局下半周思齊打出超前分安打時棒球板人氣達到77922人，[15]不僅佔了超過所有上站人數的一半，更創下批踢踢站史單一看板人氣紀錄。
- 2014年3月23日晚上11點09分，八卦板因為關注太陽花學運的使用者大量湧入，首次出現單一看板同時參訪人數大於十萬的現象（紫爆），達到100,084人。也打破批踢踢同時在線人數的紀錄，達到177,734人。[16]
- 2016年7月28日，批踢踢實業坊表示，近日連續遭受了好幾次不明來源的DDoS攻擊，造成其對外服務頻寬滿載，讓使用者感覺連線不順暢甚至斷線，其影響範圍包含PTT主站、PTT2與PTT網頁版[17]。
- 2017年10月30日晚上09點48分，全站無預警斷線，並在晚上09點56分在Facebook粉絲頁上發文，表示有可能因硬碟損壞而造成斷線。10月30日發文中表示「磁碟陣列掛了，需要重新設定。我們打算先用舊機器來儘快恢復服務」，晚上10點34分宣布「看板部分的資料已經處理完了」。11月1日下午3點26分，發文表示「處理到“復原使用者資料”的階段，已經復原超過一半了」。11月1日晚上8點30分，發文表示「雖然我們盡了全力想要讓你表演，但我們很遺憾今天可能沒辦法修好了…」。11月1日晚上8點41分，發文表示「很遺憾要讓期待已久的鄉民們失望了，我們確定今天沒能恢復站台，最快最快也得要等到後天(約11月3日)了。」[18]，此一停機時間有可能超過平時維護及臨時硬體、網路故障所造成的停機時間記錄。在11月3日09時09分重新上線服務。iThome電腦報週刊副總編輯李宗翰認為該事件是IT廠商展現技術的機會，並對事件期間沒有廠商主動協助PTT表示遺憾。[19]
- 2018年11月24日，因台北市長選情膠著，版眾死守八卦版，2018年11月25日凌晨1點整，人氣衝上100024人，但一瞬間也跳回9萬多，後來又再度紫爆到100017人；第三次（1:12）時攻上100309人；第四次攻上101181人、第五次達到103372人；第六次維持49分鐘且達到106728人，也是人數最多、長度最長的一次，直到開票全部完成後才掉出紫爆。[20]

| 排名 | 日期       | 看板      | 人氣   | 原因                      |
| ---- | ---------- | --------- | ------ | ------------------------- |
| 1    | 2018/11/25 | Gossiping | 106728 | 2018年九合一大選隔日      |
| 2    | 2014/03/23 | Gossiping | 100084 | 太陽花運動占領行政院      |
| 3    | 2016/01/16 | Gossiping | 91467  | 2016總統大選投開票日      |
| 4    | 2014/11/29 | Gossiping | 83538  | 2014九合一選舉日          |
| 5    | 2013/03/08 | Baseball  | 77992  | 第三屆WBC 中華vs日本      |
| 6    | 2013/03/05 | Baseball  | 77492  | 第三屆WBC 中華vs韓國      |
| 7    | 2015/11/15 | Baseball  | 76375  | 第一屆WBSC 中華vs波多黎各 |
| 8    | 2018/02/06 | Gossiping | ~74715 | 0206花蓮地震              |

## 事件
2010年，高雄市長初選，楊秋興陣營質疑陳菊指使抹黑，挺楊鄉民也在網路上發動搜索，確認發文者是陳菊競選總部秘書高閔琳，而高還動用關係，要法務站長王威中替她刪除帳號卸責；五日站務總監出面道歉，並免除站長職務
。

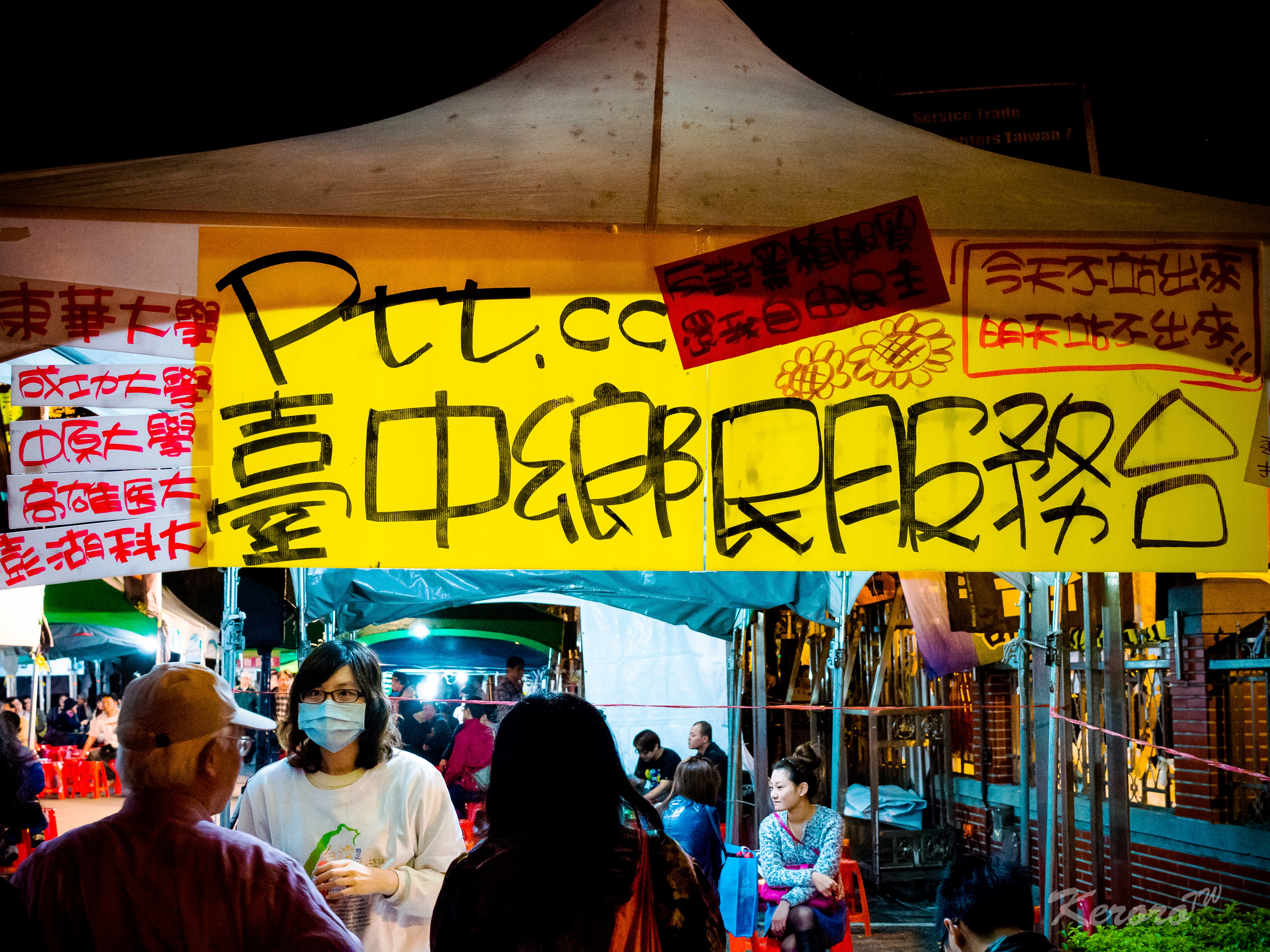
2014年太陽花學運期間的批踢踢臺中鄉民服務台

由於批踢踢具有相當大規模的社群，以及極佳的即時性互動，故在網路上發生的一些事情甚至足以影響現實社會，成為新聞媒體報導對象。有些組織、甚至政府單位，亦會參考PTT的輿論進行調整，以切合民意。如台鐵與台灣高鐵每日均會檢視相關看板之討論。
政治人物的團隊疑似利用分身帳號製造輿論、或發廢文洗過重要議題。PTT公關部部長、站長之一的陳奐宇，帳號為allyours，在2014年加入連勝文台北市長競選團隊，同年被PTT鄉民查到在PTT使用michael1993、danny81322等多重分身帳號在連陣營競選處為連勝文宣傳，以及包含向蔡正元投訴稱八卦版版主是柯文哲網軍的帳號crvry。PTT規定帳號不得移轉、出借，或與他人共用，陳奐宇也被網友質疑，身為站長卻知法犯法，風波越演越烈，引發鄉民多達120篇以上的討論。兩日後PTT站方總監以及八卦版版主正式發出公告作出懲處，站方總監jzsa宣告解除陳奐宇的發言人職務，改由站長yunjin代理擔任發言人，待清查完畢後將一併依多重帳號管理條例給予砍除。陳奐宇說自己沒用分身、多重帳號，是由曾任中國國民黨青年團總團長黃健豪負責，不過坦承連勝文競選團隊原本想找外包廠商在PTT進行「網軍作戰」，最後依舊由連營內部處理。
網友依照站方公告資訊順藤摸瓜，直指「陽明SEO整合行銷公司」是在PTT上進行公關操作，還指出「該公司的服務範圍包括整合行銷及操作公共議題以改變大眾的認知與態度。」並公布疑似該公司持有的23個帳號都「對印表機有研究」，當中7個帳號在同年8月19日後則突然常在八卦版問卦，但被該公司否認，不過他們公司官網的確寫著「提供PTT行銷/批踢踢行銷」。之後，鄉民FrankerZ發現IP「114.46.41.221」有多組帳號輪流在八卦板貼廢文，讓其他鄉民開始找尋從同IP位置的分身帳號，抓出16個帳號；鄉民hateOnas到八卦板所屬的檢舉看板，提出「非常嚴重分身超貼」的檢舉控訴，拉出85個分身帳號。這些傀儡帳號疑似使用BOT在PTT上自動發廢文。
2014年9月30日，PTT站方公告暫停最近連訪柯文哲、馮光遠與游錫堃的PTT網路電台（PttRadio）引發網友熱議並臆測是政治清算，且簽署該公告還有陳奐宇，至於另一位公關部站長yunjin則稱因接獲廠商檢舉有商業行可能違反學術網路規定，才關台調查。PttRadio台長Kinple則在SYSOP板上回應yunjin的質疑，並且公開自己與yunjin的私信，反駁yunjin的說法。Kinple坦承之前廠商跟網管洽談並收錢，但他稱這些都是粉絲團經營用，與電台內容無關，而連勝文競選陣營機動組組長張碩文承認是陳奐宇建議先把電台關掉。鄉民質疑既然PTT不能進行商業營利，可是站方卻允許陳奐宇於販賣站服，不符合該站標榜的中立立場，遂發起「連陣營幕僚allyours下台」聯署活動。yunjin因違反程序正義遭停權六個月、陳奐宇被解除公關站長職務；而中止對PTTRadio授權、合作決議不變。
2018年11月，PTT陸續發生了彰化板（看板ChangHua）板主帳號slcgboy及廣告板（看板ADS）的時任板主帳號Athletics因開設選舉相關賭盤（實為Ptt幣樂透）因此遭到檢警移送地檢署法辦，彰化板板主被查辦新聞，根據彰化板於2019/3/24板主slcgboy發出的文章，已獲得不起訴處分。廣告板時任板主有另設網頁，根據該網頁表示，目前該板主的手機及電腦遭到扣押已經長達九個多月的時間(至2019/8/28為止已經達到278天的時間)，於5/31的網誌貼出請求返還扣押物遭到駁回的文件。而且該板主於更新的網誌中表示檢察官對當事人進行司法迫害，並說檢察官所做所為已侵害憲法第15條的財產權保障及第16條的訴訟權保障，另外也已於5/23遞交第二次的刑事聲請檢察官迴避狀。該板主也已公布該檢察官為士林地檢署的周芝君檢察官。廣告板板主就沒有彰化板板主來得幸運，遭到了周芝君檢察官的司法迫害。根據8/7最新文章，該板主已經向司法院遞時交釋憲聲請書。
2019年4月19日，時任行政院發言人Kolas Yotaka證實蔡政府計畫於PTT設立「官方說明」板或「政府說明」板，作為澄清不實資訊的管道，並已有名為「GovClarify」的帳號。規劃期間邀請了八卦板板主「四叉貓」討論相關事宜。
2020年4月15日，衛生福利部中央流行疫情指揮中心揭露，因去年12月31日時任疾管署副署長兼發言人羅一鈞睡不著覺，發現八卦版鄉民nomorepipe發佈武漢市衛生健康委員會緊急通知的貼文，驚覺不對勁並回報至工作群組，署內當日即寄信給世界衛生組織，提醒中國武漢市可能有不明原因的肺炎病例，也因此臺灣領先全球，超前部署2019冠狀病毒病疫情防疫措施。許多鄉民湧入該篇貼文朝聖，並稱讚「護國神文」、「PTT救了全臺灣」、「感謝羅副跟疾管署」。義大利媒體共和報以「失眠的醫生和PTT如何拯救了台灣」標題報導，並指PTT猶如美國最大論壇Reddit。
2024年7月21日，「補教老闆涉創意私房案墜樓亡」事件，四叉貓踢爆該補教老闆「蘇Ｏ宏」是PTT站務站長，涉嫌在補習班內偷拍學生不雅影片上傳，前天被檢警拘提到案，查扣相關電子設備，訊後請回。而若以「名凱文理短期補習班」搜尋可從Email帳號中得知蘇男帳號是FrostMaiden，為此PTT同日午後正式聲明指出，「墜樓者確有可能即為本站板務站長FrostMaiden。然就人別身分部分仍待檢警偵辦，本站將依法配合調查。」對此案件中兒少之傷害，或疑似涉案者墜樓情況，均感萬分遺憾，未來將對各級管理者加強宣導兒少保護與尊重生命等觀念，祈更能避免憾事發生。。
2024年7月22日，PTT站內「KODOMO」看板有大量戀童內容。自稱「德州媽媽」的網友表示因為PTT平台是在台大校內網域架的，用著學術網路資源，應遵守學術規範，因此她不禁質疑「這樣的平台，為何可以讓KODOMO這種公然褻童版存在？」最後，該網友希望各界幫高調關注，並截圖PTT KODOMO板內文章，像是有網友發問，比起光明正大拍，他更喜歡遠遠偷拍，接著稱「小蘿莉在廣場跳芭蕾⋯⋯礙於家人在旁邊不敢拍正面，在美國要偷拍蘿莉壓力真的很大」；還有上傳台灣與國外女童芭蕾舞蹈的照片等。對此，網友嚴厲喊話，「這些恐怖帳號都很小心在規避，只能用輿論給PTT一點壓力了！」，對此事件，PTT尚無任何回應。

## 活動

### 市長，給問嗎？
在2014年大選中，讓網友透過PTT站或活動網頁對市長候選人提出問題，候選人可以透過網路回答。

### PTT二十周年慶
在2015年9月，為慶祝PTT成立20周年，由站方、各個版主舉辦各種活動，進站畫面換上國慶之亂中出名的史迪奇圖。
- 50+看板　聯合慶生[51]
- 盛大舉辦PTT電競大賽，九月在台北市青少年發展處登場。競賽項目為英雄聯盟及爐石戰記。
- 慶生標語自拍活動[52]：為將滿二十歲的PTT寫下慶生標語。
- 批踢踢「廿周年慶」點站歌、寫感想[53]：分享使用批踢踢的感觸、收穫、歷程。創造心情點播機，單日最多點歌人數的新歷史。
- 真。專業鄉民選拔比賽[54]：百問百答活動，題目為PTT上所有相關資訊，如能100題全答對即可獲得100萬P幣，最後有一位鄉民monster0407到97題才答錯，獲勝成為「鄉霸」。

### PTT E-sport電競大賽
- 2016年，承續前一年二十週年站慶電競大賽，由LoL板和Hearthstone板板主群合辦「PTT E-sport電競大賽」，9月在台北ATT 4 FUN舉辦。
- 隔年（2017年）開始，轉由原協辦單位「上報」及「鍇睿行銷」接手，轉型並擴大舉辦為「六都電競爭霸戰」。PTT則轉為協辦單位。

### 文獻
- 【６號成功分析室】批踢踢 (PTT) 為何成功？ （页面存档备份，存于）. Mr. 6 – 趨勢．創業．網路．生活.2006-08-31
- 批踢踢實業坊官方回應：『網路野馬 給牠韁繩！』？  （页面存档备份，存于）.批踢踢實業坊
- 批踢踢實業坊官方回應：關於「好人卡撲克牌」事件  （页面存档备份，存于）.批踢踢實業坊
- 隱私不保！ ptt站長侵入情敵帳號 （页面存档备份，存于）.批踢踢實業坊站史板
- 網友說 PTT「監守自盜」不是第一次 （页面存档备份，存于）.批踢踢實業坊站史板
- 撲朔mini的PTT隱板事件 （页面存档备份，存于）.批踢踢實業坊站史板
- Re: sex板前板主徵酒店小姐的站史 （页面存档备份，存于）.批踢踢實業坊站史板
- . 自由時報. 2006-02-06  [2015-05-08]. （原始内容存档于2021-01-12）.

## 外部鏈結
- 批踢踢實業坊 （页面存档备份，存于） （繁體中文）
- 批踢踢兔 （页面存档备份，存于） （繁體中文）
- 批踢踢參 （繁體中文）
- 批踢踢實業坊 網頁登錄版 （页面存档备份，存于） （繁體中文）
- 批踢踢實業坊 網頁登錄版 （繁體中文）
- 批踢踢實業坊 網頁登錄版 （繁體中文）
- 批踢踢兔 網頁登錄版 （页面存档备份，存于） （繁體中文）
- 批踢踢實業坊(Ptt.cc)的Facebook專頁 （繁體中文）
- 批踢踢兔(Ptt2.cc)的Facebook專頁 （繁體中文）
- YouTube上的批踢踢實業坊(Ptt.cc)頻道